# Ejido los Jarros
Ejido los Jarros är en ort i Mexiko, tillhörande kommunen Isidro Fabela i delstaten Mexiko. Orten hade 823 invånare vid folkräkningen 2010.